# Christina Milian
Christina Milian, właściwie Christine Flores, znana również jako Chrissy (ur. 26 września 1981 w Jersey City, New Jersey) – amerykańska aktorka i piosenkarka.

## Życiorys

### Wczesne lata
Christina Milian urodziła się w New Jersey jako córka kubańskich emigrantów. Dorastała w Maryland.

### Kariera
W dzieciństwie zagrała rolę w teatrze muzycznym, co później zaowocowało regularnymi występami w programie Movie Surfers w Disney Channel. Kiedy miała 13 lat, razem z matką przeprowadziła się do Los Angeles, gdzie mogła kontynuować występy aktorskie. Zagrała gościnnie w programach telewizyjnych, takich jak Charmed i Sister Sister, a także użyczyła głosu w filmie Dawno temu w trawie.
W 2000 roku zdobyła międzynarodową sławę, śpiewając gościnnie w utworze Ja Rule „Between Me and You”. W 2001 roku wydała solowe single, „AM To PM” i „When You Look at Me”, które dotarły do pierwszego miejsca notowania Hot 100 amerykańskiego magazynu „Billboard”. W tym samym roku piosenkarka wydała debiutancki album studyjny zatytułowany po prostu Christina Milian. Na przełomie 2001 i 2002 roku odbyła międzynarodową trasę koncertową. Również w 2002 roku zaśpiewała czołówkę do kreskówki nadawanej na Disney Channel „Kim Kolwiek”.
W 2002 roku Christina była prowadzącą program Wannabes, emitowanego przez MTV,. Poznała wówczas reżysera Josepha Kahna, który zaprosił ją na przesłuchanie do swojego filmu Torque z Ice Cube’em. Po występie w produkcji została obsadzona w głównej roli w filmie Love Don’t Cost a Thing obok Nicka Cannona.
W maju 2006 roku wydała swój nowy album studyjny zatytułowany So Amazin. Płyta promowana była przez utwór „Say I”, nagrany wspólnie z Young Jezzym. W tym samym czasie współprowadziła amerykańską wersję programu The Voice, nadawaną przez telewizję NBC. W sierpniu 2013 roku wystąpiła w teledysku do utworu „Let There Be Love” Christiny Aguilery.

### Życie prywatne
Christina Milian spotykała się z kilkoma celebrytami, takimi jak np. Nick Cannon czy Lil Wayne. W 2009 roku jej mężem został The-Dream. Mają córkę Violet Madison Nash (ur. 26 lutego 2010). Para wzięła rozwód w 2011 roku. W sierpniu 2017 związała się z francuskim piosenkarzem polskiego pochodzenia Mattem Pokorą. W lecie 2019 roku para oświadczyła, że spodziewa się pierwszego wspólnego dziecka, a 20 stycznia 2020 roku Milian została matką syna.]. Mają dwóch synów: Isaiaha (ur. 2020) i Kenna (ur. 2021).

## Filmografia

### Filmy i seriale
- 1998: Dawno temu w trawie (głos)
- 1999: Durango Kids jako Ellie
- 1999: American Pie, czyli sprawa dowCipna jako członek zespołu
- 1999: The Wood jako tańcząca dziewczyna
- 2003: Miłość jest za darmo jako Paris Morgan
- 2004: Torque jako Nina
- 2005: Man of the House jako Anne
- 2005: Be Cool jako Linda Moon
- 2007: Puls jako Osabell
- 2007: Magiczna Kula jako Angela
- 2009: Duchy moich byłych jako Keelia
- 2009: Dziewczyny z drużyny 5 jako Lina
- 2019: Miłość pod jednym dachem jako Gabriela
- 2021: Nie uciekniesz od miłości jako Erica

### Telewizja
- 1996: Sister, Sister
- 1999: Clueless
- 1999: Charmed
- 1999: Get Real
- 2007: Smallville

## Dyskografia

### Albumy studyjne
- Christina Milian (2001)
- It’s About Time (2004)
- So Amazin (2006)

## Nagrody i nominacje
| Rok  | Nagroda                             | Kategoria                                                        | Rezultat  |
| ---- | ----------------------------------- | ---------------------------------------------------------------- | --------- |
| 2004 | Teen Choice Award                   | Choice Breakout Movie Star – Female                              | Nominacja |
| 2004 | Teen Choice Award                   | Choice Movie Chemistry (z Nickiem Cannonem)                      | Nominacja |
| 2004 | Teen Choice Award                   | Choice Movie Liplock (z Nickiem Cannonem)                        | Nominacja |
| 2005 | Teen Choice Award                   | Choice Crossover Artist                                          | Nominacja |
| 2005 | BET Comedy Award                    | Za najlepszą rolę drugoplanową dla debiutanta w filmie (Be Cool) | Nominacja |
| 2005 | Nagroda Grammy                      | Za najlepszy album R&B (It’s About Time)                         | Nominacja |
| 2005 | Nagroda Grammy                      | Za najlepszą piosenkę rap („Dip It Low” feat. Fabolous)          | Nominacja |
| 2005 | The Reign Award                     | Nagroda Eltona Johna za szczególne osiągnięcia                   | Wygrana   |
| 2005 | Groovevolt Music and Fashion Award  | Za najlepsze kobiece wykonanie piosenki („Dip It Low”)           | Nominacja |
| 2005 | Międzynarodowa Nagroda Muzyki Dance | Za najlepszą piosenkę z gatunku R&B/Urban Dance („Dip It Low”)   | Nominacja |